# Arcturidae
Arcturidae (лат.) — семейство равноногих ракообразных из подотряда створчатоногие (Valvifera). Известно около 120 видов, широко распространённых на мелководье и шельфе, особенно в более прохладных водах.

## Описание
Мелкие шиповатые раки вытянутой формы. Тело согнуто между 4 и 5 переонитами, или сильно коленчатое между 4 и 5 переонитами (особенно у самца), или прямое, более или менее уплощённое или полуцилиндрическое (только Arcturinoides). Голова и переонит 1 сросшиеся. Переонит 4 не менее чем в 1,5 раза длиннее переонита 3 (у самцов часто значительно длиннее). Все плеониты слились в плеотельсон. Тело гладкое или слегка скульптурированное, по-разному шиповатое или морщинистое; плеотельсон без дорсолатеральных гребней, оканчивающихся медиодорсальным задним шипом. Дорсальные коксальные пластинки 2—7 остаточные, основания переопод обнажены или с расширенными краевыми тергитами (только Arcturinoides). Ротовые органы и переопод 1 при взгляде сбоку окружены боковыми пластинками головы и переонитом 1. Глаза хорошо развиты, редуцированы или утрачены (редко).

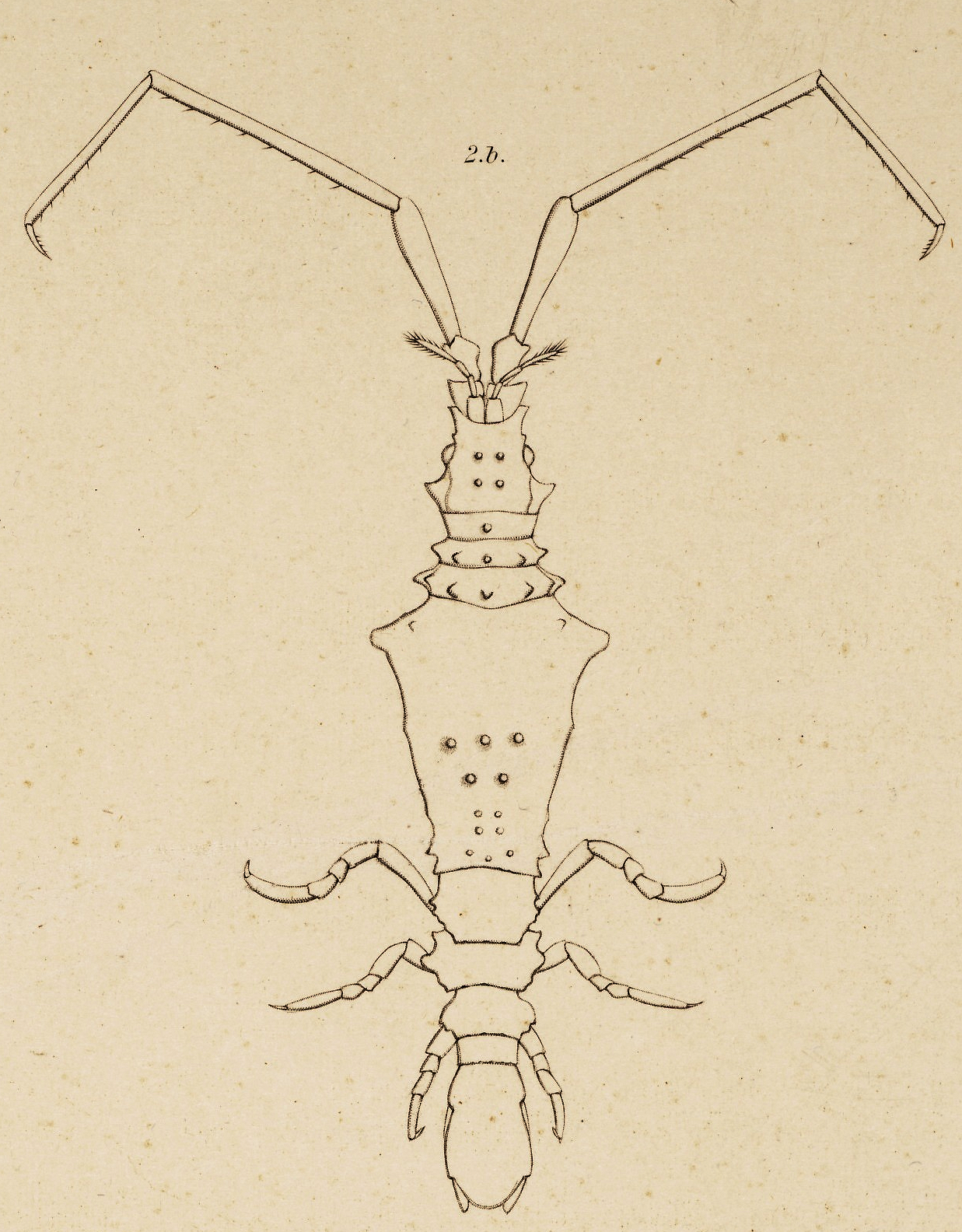
Astacilla nodosa, сверху
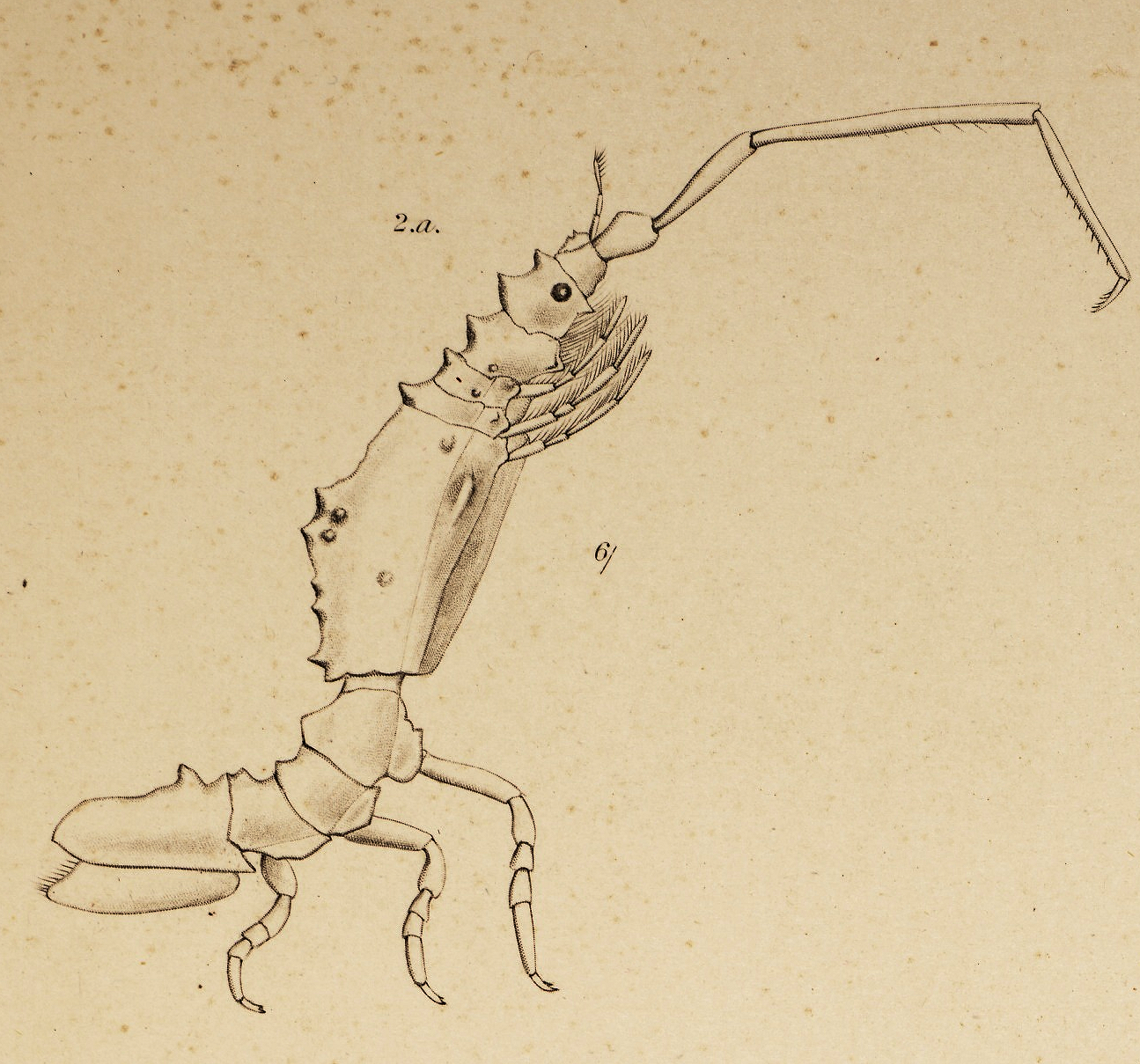
Astacilla nodosa, сбоку

## Классификация и распространение
Около 20 родов и 120 видов. Современное таксономическое понимание Arcturidae не эквивалентно использованию Arcturinae Wägele (1989), которое включало эти и другие роды, отнесенные теперь к Antarcturidae и Austrarcturellidae. Семейство широко распространено на мелководье и шельфе, особенно в более прохладных водах.
- Agularcturus Kensley, 1984
- Amesopous Stebbing, 1905
- Arctopsis Barnard, 1920
- Arcturina Koehler, 1911
- Arcturinella Poisson & Maury, 1931
- Arcturinoides Kensley, 1977
- Arcturopsis Koehler, 1911
- Arcturus Latreille, 1829
- Astacilla Cordiner, 1793
- Edwinjoycea Menzies & Kruczynski, 1983
- Idarcturus Barnard, 1914
- Neastacilla Tattersall, 1921
- Parastacilla Hale, 1924
- Spectarcturus Schultz, 1981